# Salla
Salla (indtil 1936: Kuolajärvi) (finsk: Salla, russisk: Салла(tr. Salla)) er en kommune i Finland, der ligger i Lapland. Kommunen har et befolkningstal på 4.970 og dækker et areal på 5.878 km², hvoraf 134,85 km² er vandområder. Befolkningstætheden er 0,8 indbyggere pr. km².
Sovjetiske tropper invaderede Finland ved Salla under Vinterkrigen, men blev stoppet af den finske hær. Dele af kommunen blev afstået til Sovjetunionen ved Fredstraktaten i Moskva i 1940. Under Fortsættelseskrigen var den gamle by Salla på den russiske side af grænsen. Koordineret og samtidig med Nazi-tysklands angreb på Sovjetunionen, indledte den finske 6. division i ledelsen af Operation Polarfuchs sammen med det tyske XXXVI Korps angreb på de sovjetiske stillinger for i en knibtangmanøvre at kunne afskære Murmansk fra Sovjet og ultimativt besætte byen. Under angrebet tog Tyskland og Finland sammen kontrol med de tidligere afståede områder. I slutningen af krigen blev de tyske tropper fordrevet fra Lapland af finske tropper i Laplandskrigen.
Salla er endestation for en godsbane fra Kemijärvi. I 2006 fremlagde VR jernbaneselskabet et forslag om at lukke linjen. Tidligere fortsatte jernbanelinjen fra Salla ind i Rusland.

## Landsbyer i området, som blev afstået til Sovjetunionen
1. Korja (Korya)
2. Kuolajärvi (Kuoloyarvi)
3. Kurtti
4. Lampela
5. Sallansuu
6. Sovajärvi
7. Tuutijärvi
8. Vuorijärvi (Vuoriyarvi)